# Skelagerkollegiet
Skelagerkollegiet ligger i Risskov ved Aarhus.
Kollegiet kendes bl.a. for omfattende stormskader; senest rev en storm i weekenden 1.-2. marts 2008 kollegiets 300 kvadratmeter store tag af. 